# Villa Rudini

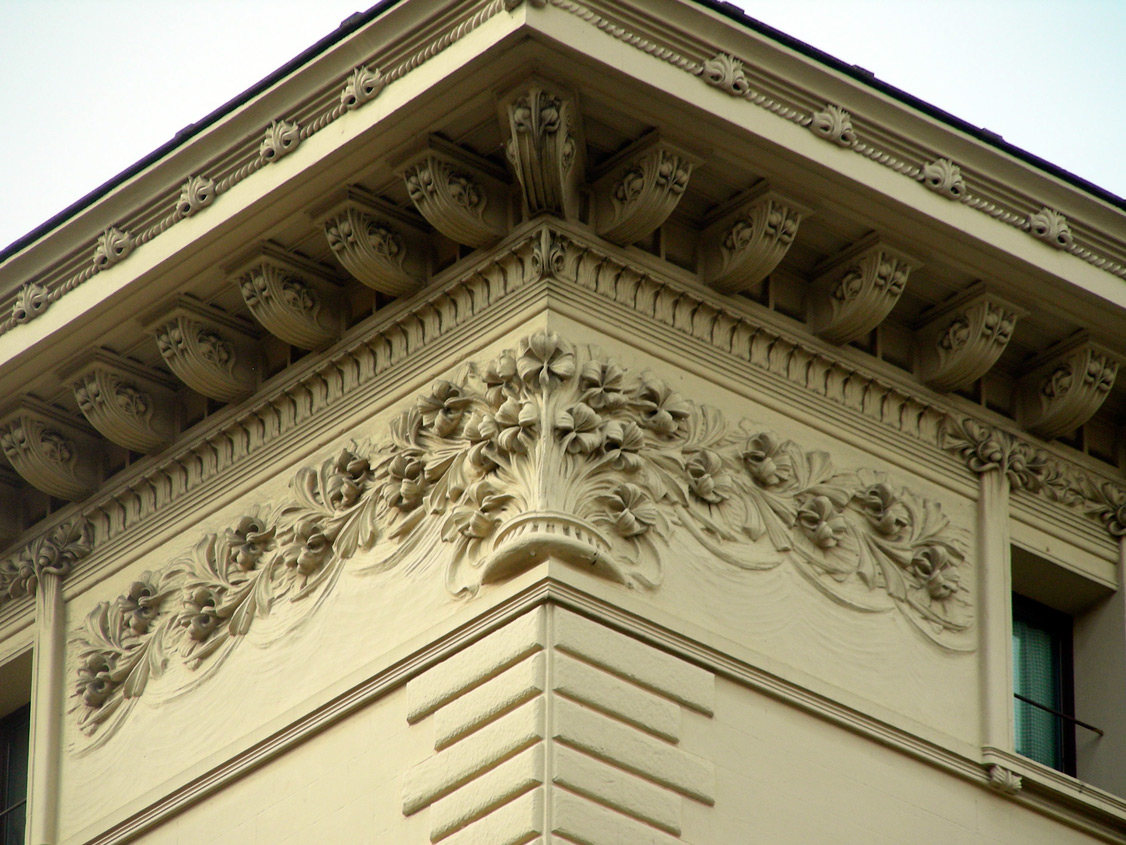
La frise de l'attique

La villa Rudini (italien : Villino Rudinì) est un bâtiment de Rome situé dans la via Quintino Sella (R. XVII-Sallustiano).
Il a été conçu et construit entre 1904 et 1906, par Ernesto Basile pour la famille d'Antonio Starabba, marquis de Rudinì, deux fois président du Conseil des ministres du royaume d'Italie à la fin du XIXe siècle.

## Description
Le bâtiment de style classique est composé de trois étages, d'un sous-sol et d'un grenier (quatrième étage abaissé). 
De l'extérieur, la villa conserve le système de l'architecture monumentale de la post-renaissance, de style classique revisité. Cependant, le décor intérieur s'inspire de la modernité, et en particulier de l'art nouveau. 
L'influence du style Art Nouveau émerge dans le dessin des frises courant autour du bâtiment. 
À l'intérieur, les baies sont articulées autour d'une cour centrale fermée par un puits de lumière.
Le bâtiment est aujourd'hui le siège de la chancellerie et de la section consulaire de l'ambassade du Japon près de l'État italien.